# راوول ماركيز
راوول ماركيز (بالإنجليزية: Raúl Márquez) مواليد 21 أغسطس 1971 في ولاية تاماوليباس، المكسيك، هو ملاكم مكسيكي يصنف ضمن فئة وزن فوق المتوسط. حقق بطولة الاتحاد الدولي للملاكمة. شارك في دورة الألعاب الأولمبية الصيفية سنة 1992 وحقق الميدالية الذهبية فيها.

## إحصائيات
خاض خلال مسيرته 75 نزالا، فاز في 69 وتعادل في 1 وخسر في 4. فاز بالضربة القاضية في 37 نزالا.

## روابط خارجية
- راوول ماركيز على موقع بوكس ريك (الإنجليزية) (registration required)
- راوول ماركيز على موقع أوليمبيديا (الإنجليزية)